# Alexander Lewerentz
Alexander Lewerentz, död 1724, var en svensk violinist, rådman och domkyrkoorganist i Lund.

## Biografi
Alexander Lewerentz arbetade som hovviolinist. Han var mellan 1687 och 1708 domkyrkoorganist i Lunds stadsförsamling. Lewerentz arbetade även som rådman i Lunds stad. Han avled 1724.

### Familj
Lewerentz var gift med Walborg Rahm (död 1713). De fick tillsammans barnen sjökaptenen Alexander Lewerentz (1674–1720), sjökaptenen Thago Lewerentz (1677–1731), Otto Lewerentz (1679–1697), Cecilia Katarina Lewerentz som var gift med överstelöjtnanten Daniel Pontin och kvartermästaren Otto Vilhelm Taube, Metta Helena Lewerentz som var gift med kassören Lars Tollsten i Lund och underlöjtnanten Zackarias Lewerents (död 1714).